# Microplana robusta
Microplana robusta es una especie de platelmintos tricládidos de la familia Geoplanidae. Es endémica del noroeste de la península ibérica (España).